# Ковбои в городе
«Ковбои в городе» — рисованный мультфильм, который создал режиссёр Владимир Тарасов на студии «Союзмультфильм» в 1973 году.
Научно-популярный мультфильм в весёлой эксцентрической форме, пародирующей ковбойские фильмы, напоминает зрителям о соблюдении правил дорожного движения.

## Сюжет
Пародия на американские вестерны, состоящая из четырёх частей. Каждая из которых предупреждает детей и взрослых о том, что будет если нарушать правила уличного движения.
В первой два задиры ковбоя устроили на проезжей части «дуэль» из пистолетиков. Попадают они куда угодно, только не в друг друга. Горожане спокойно терпят эту потасовку. Но вот на инвалидной коляске появляется старый ковбой Гарри, который не может проехать из-за этих яростных противостояний. Из-за игр на мостовой происходят  автокатастрофы. Когда пули заканчиваются ковбои начинают ещё больше злиться пытаются друг друга убить физически. Недолго думая, Гарри берёт пулемёт и сам убивает их, и ковбои падают из-за травм. Мораль — детям играть возле проезжей части опасно для жизни!
Второй рассказ с плачущим ребёнком направлен на то, чтобы напомнить о правилах перехода через проезжую часть. Нельзя переходить улицу в неположенном месте — говорит история.
В третьей истории ковбой мчится в грузовике, нагруженном мебелью. Мало того, что он довозит мебель до места назначения в разбитом виде, так ещё и сбивает всех на проезжей части. Никогда не выезжайте на технически неисправной машине — предупреждает репортёр.
И последняя история напоминает, что взрослым совершенно недопустимо вести машину в опьянении. Может произойти авария.

## Фестивали и награды
- 1974 — Приз МФАК в Загребе.[1]

## Съёмочная группа
| автор сценария             | Михаил Липскеров                                                                                  |
| режиссёр                   | Владимир Тарасов                                                                                  |
| художник-постановщик       | Виталий Песков                                                                                    |
| композитор                 | Борис Шнапер                                                                                      |
| оператор                   | Михаил Друян                                                                                      |
| звукооператор              | Владимир Кутузов                                                                                  |
| редактор                   | Пётр Фролов                                                                                       |
| монтажёр                   | Татьяна Сазонова                                                                                  |
| ассистенты                 | Татьяна Митителло, Аркадий Шер                                                                    |
| xудожники-мультипликаторы: | Владимир Арбеков, Александр Давыдов, Виктор Арсентьев, Олег Комаров, Юрий Батанин, Эльвира Авакян |
| консультант                | С. Зайчиков                                                                                       |
| директор картины           | Фёдор Иванов                                                                                      |

## Видео
В 2008 году данный мультфильм был выпущен на DVD компанией «Крупный план». При записи была использована цифровая реставрация изображения и звука. Кроме него, на диске также содержались и другие мультфильмы: «Контакт», «Возвращение», «Юбилей», «Перевал».
- Звук — Русский Dolby Digital 5.1 Stereo; Русский Dolby Digital 1.0 Mono;
- Региональный код — 0 (All);
- Изображение — Standart 4:3 (1,33:1);
- Цвет — PAL;
- Упаковка — Коллекционное издание;
- Дистрибьютор — Крупный план.

## О мультфильме
«Ковбои в городе» (1973) — фильм-плакат, призывающий детей соблюдать правила уличного движения, оказался не только удачным, но и в своем роде судьбоносным в режиссёрской биографии. Дидактическое содержание было изящно упаковано в эксцентрическую форму, остроумно спародированы штампы вестерна. Немалая доля успеха — в точном выборе художника-постановщика, известного мастера карикатуры Виталия Пескова. Фильм увидел мэтр игрового кино, кстати, автор одного из самых выдающихся советских объемных фильмов — «Баня», Сергей Иосифович Юткевич. Мастер готовился к постановке экспериментального «коллажного» фильма «Маяковский смеётся» (по мотивам пьесы «Клоп»), в котором игровые эпизоды должны были органично сливаться с кукольным, рисованным и документальным кино. Юткевич решил, что тандем  Тарасов–Песков — лучший выбор для финального эпизода: Присыпкин в современной Америке. Ключом эпизода должна быть именно пародия, и не только на американскую кинодействительность, но и на советские попытки изобразить её в кино, в литературе, в карикатуре. Молодые художники блестяще справились с этой сложнейшей задачей. И, наверное, с этой поры Тарасов смог уже выбирать — тему, материал, соавторов.— Наталия Венжер